# Chateraise

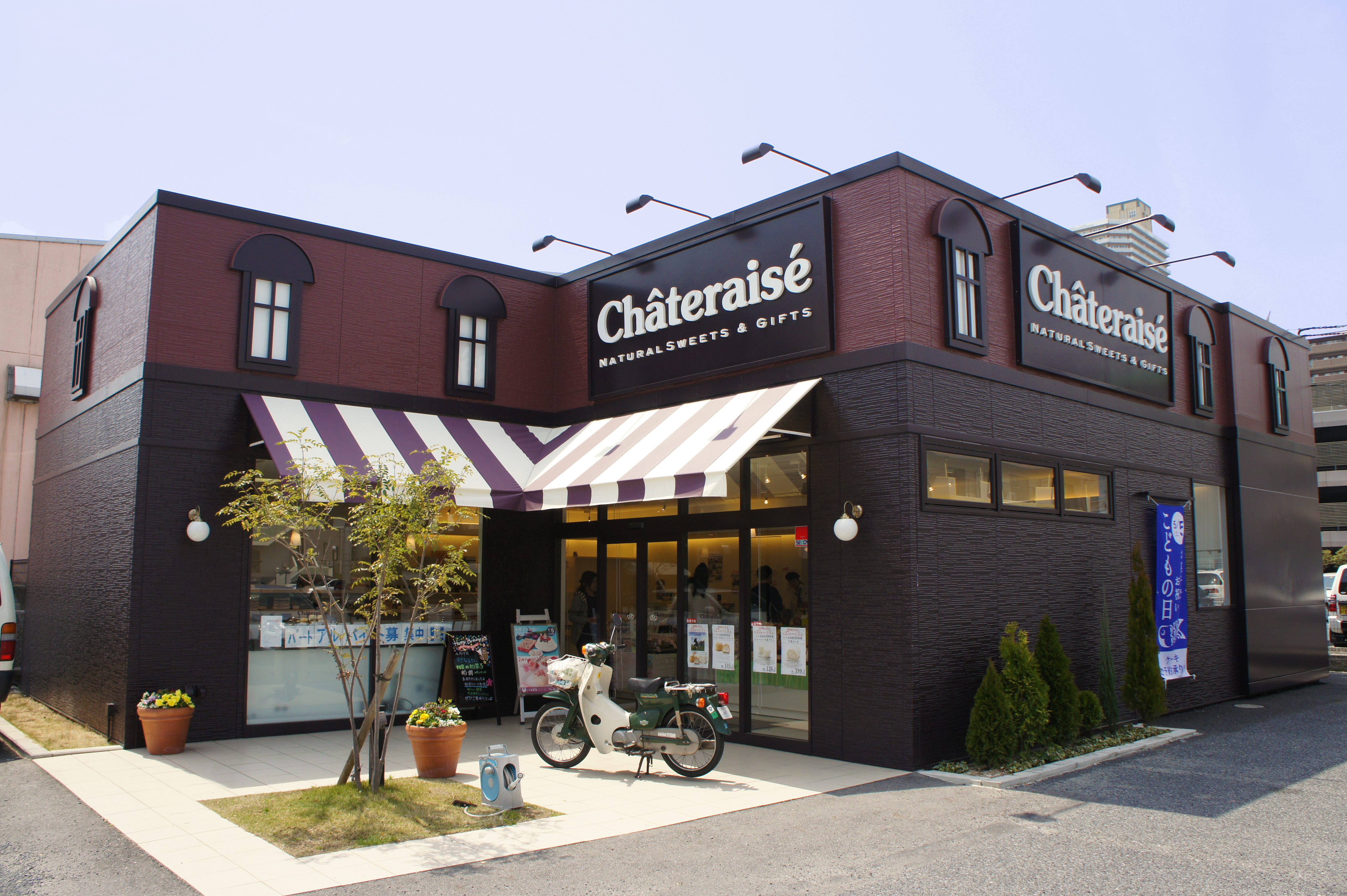
Кафе-пекарня Chateraise.

Chateraise Co., Ltd. —японський компанія-виробник солодощів, морозива, печива, тортів та тістечок зі штаб-квартирою в місті Кофу, префектура Яманасі. 
Історія компанії розпочалося в далекому 1954 році, коли в місті Кофу відкрився маленький магазин під назвою «Amataro». Його фірмовими продуктами були солодощі, виготовлені з високоякісних інгредієнтів. Заклад швидко здобув популярність серед клієнтів.  З тих пір бажання «робити справді смачні солодощі з натуральних інгредієнтів, щоб радувати людей» стало місією компанії. 

## Заклади
Компанія Chateraise поширює свою продукцію через власну мережу пекарень. 

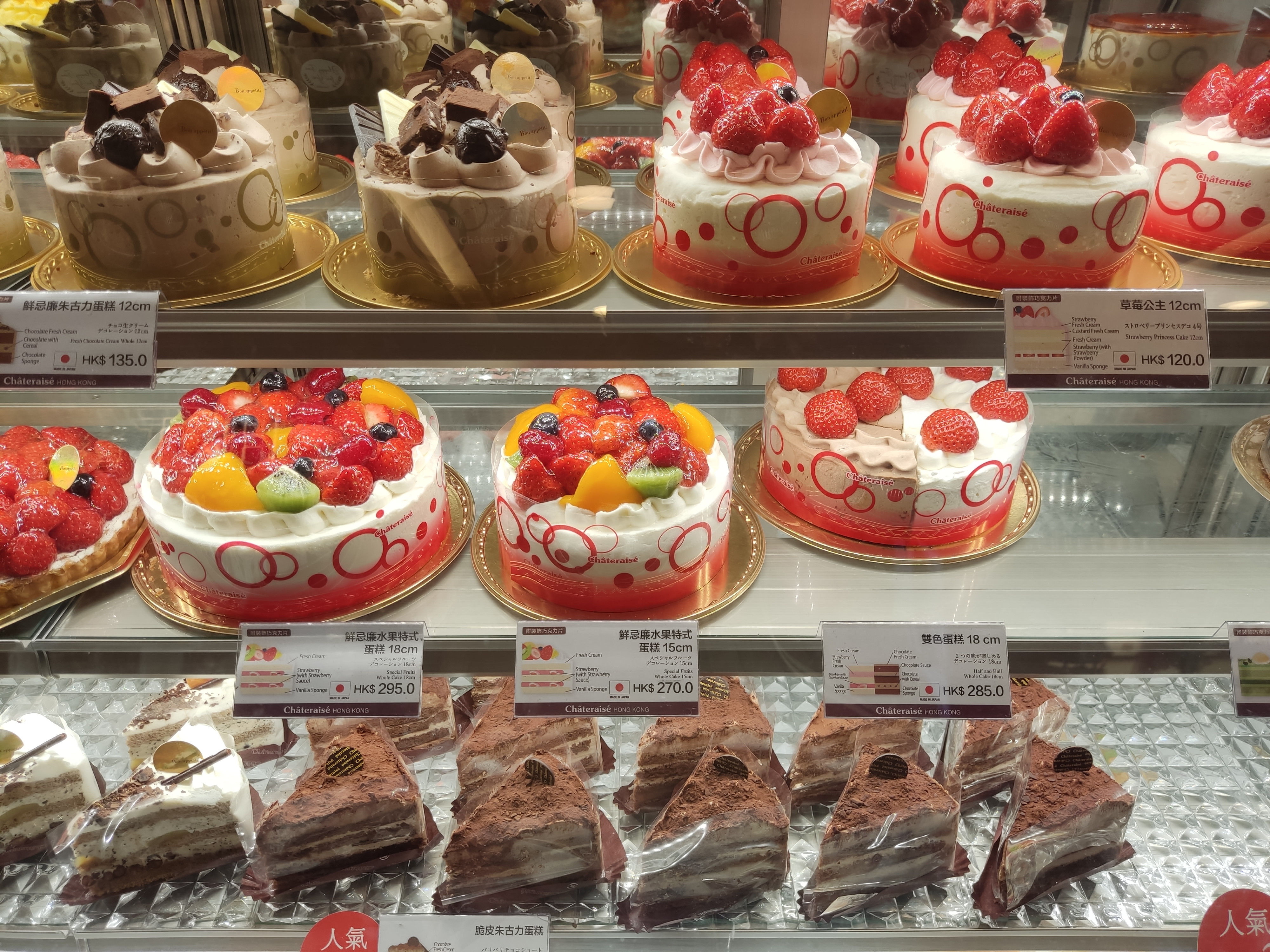
Торти Chateraise.

Окрім Японії, сьогодні заклади Chateraise є у Сінгапурі, Малайзії, Таїланді, Об'єднаних Арабських Еміратах, Китаї, Гонконгу, Вʼєтнамі, Індонезії та на Тайвані. 